# Wow (Kylie Minogue-dal)
A Wow című dal az ausztrál énekes-dalszerző Kylie Minogue 2008. február 17-én megjelent harmadik kimásolt kislemeze 10. X című stúdióalbumáról. A dalt Minogue, Greg Kurstin, és Karen Poole írta, míg a produceri munkálatokat Kurstin kezelte. 
A "Wow" című dal gitárokból, elektronikus szintetizátorokból, billentyűs hangszerekből, és dobgépből áll, valamit zongoraelemeket is tartalmaz. A dal egy diszkó orientált dal, sok elektronikus elemel. A dal pozitív kritikákat kapott a zenekritikusoktól, akik dicsérték a produkciót és a kislemezként való megjelenést. A dal Top 20-as helyezett volt az amerikai US Dance Airplay toplistán, valamint szintén a legjobb húsz között szerepelt olyan országokban, mint Ausztrália, az Egyesült Királyság, Írország, Franciaország, Új-Zéland és Magyarország.
A dal szerepelt Minogue minden koncertturnéján, az Anti Tour kivételével. Legutóbb 2018-ban a Golden Tour-on hangzott el. A turné promóció mellett a dal számos médiaprodukcióban szerepelt. Használták aláfestő zeneként a Desperate Housewives-ben, a Kylie Show-ban, és a Beverly Hills Chihuahua című film zenéjeként is.

## Előzmények és felvétel
A "Wow" című dalt Greg Kurstin, Minogue és Karen Ann Poole komponálta és írta. Minogue 2007 nyarán kérte, hogy alapítsanak egy stúdiót Ibizán, előző írótársával Karen Pooleval, és az amerikai multiinstrumentalista zenész, és producerrel, Greg Kurstinnal. Eredetileg a "Wow" vagy a "Like a Drug" jelent volna meg első kislemezként az albumról, de végül a 2 Hearts-ra esett a választás. Minogue a dalt az album vezető kislemezének szánta az Egyesült Államokban, de visszavonták, és helyette az "All I See'" című dal jelent meg, hogy megszólítsa az urban közönséget. Az "All I See" végül nem került be a mainstream listákra az Egyesült Államokban. Ezt követően a "Wow" Minogue első klubkislemezeként jelent meg Észak-Amerikában. Ausztráliában a "Wow" hivatalosan 2008. január 14-én jelent meg. Ekkor küldték el a rádióknak a dalt. A CD kislemezen három további dal is szerepelt, úgy mint a "Cherry Bomb", a "Do It Again" és a "Carried Away" melyeket az album szekciói során vettek fel.
A dal D.dúrban íródott. Minogue hangterjedelme F#3 kulcshangjától az E5 billentyűhangjáig terjed. Ezenkívül a dal 124 BPM ütemű. A dal valakiről beszél, aki kiemelkedik, és a cím pedig "Wow"-ként utal rá.

## Videoklip
A klipnek két változata jelent meg. A "Wow" klipjét Melina Matsoukas rendezte, és a kaliforniai Los Angelesben forgatták az In My Arms videójával együtt 2008. január elején.  A videóban Minogue táncol egy futurisztikus éjszakai klubban, idegen ruhákat viselő táncosokkal körülvéve. A videó Minogue sziluettjével kezdődik, amely megvilágított háttér előtt zajlik. Ezután fehér tréningruhában látható Minogue, egy csapat táncossal körülvéve. Minogue és táncosai megvilágított háttér előtt táncoló jelenetei végigfutnak a videóban.
A klip világpremierje Perez Hilton weboldalán zajlott 2008. január 29-én. A tervek szerint 2008. január 30-án mutatták be a brit Channel 4 csatornán, de elhalasztották. Az ofcom médiaszabályozó eltávolította a videót, miután megállapították, hogy az nem követi a nézői irányelveket a villogó világítás használata miatt. A videót újraszerkesztették, és a következő héten bemutatták az Egyesült Királyságban. 

## Összetétel

### Kritikák
A "Wow" elsősorban pozitív kritikákat kapott a kortárs zenekritikusoktól. A Boston Globe összehasonlította a "Wow"-t Madonna 1983-as Holiday című dalával, majd hozzátette, hogy a "Wow" és a "Holiday" közös stúdiószteroidokon alapszik. Kelefa Sanneh a The New York Times-től azt mondta, hogy a "Wow" frissíti a 80-as évek Madonnáját. Evan Sawdey a MusicOMH-től nagyon pozitívan értékelte a dalt, melyet Minogue korábbi Shocked, Too Far, Come into My World, és a "The Loco-motion" című dalaihoz hasonlította, majd hozzátette: "A dal zsúfolásig teli dallamokkal, egy egyszerű addiktív zongoradallam mögé épül, amely hamarosan pop sztratoszfériába kerül". A dalról azt mondta továbbá, hogy "egy nagyszerű dal". Dave Hughes, a Slant Magazine-tól pozitívan értékelte a dalt,  és azt mondta, hogy a "Wow" remekül összefoglalja Minogue eddigi karrierjének kereskedelmileg sikeres aspektusait – amely egy hiperaktív, fiatalos diszkószám, tele szórakoztató, nagy költségvetésű kiabálásokkal, valami teljesen eldobható, amit szégyenkezés nélkül elad." Emellett kiemelték a dalt az album kiemelkedő darabjaként.
Alex Fletcher, a Digital Spy-tól azt írta, hogy a "Wow"-ban nincs az az 'oomph'-faktor, de a dal diszkó kavarogása és zúgó szintetizátorai remek szórakozást nyújtanak. A The Guardian kritikájában Alexis Petridis "fantasztikusnak" nevezte a dalt, és Minogue Stock Aitken Waterman dalaihoz hasonlította. A Pitchfork Mediától Tom Ewing azt írta, hogy a "dal izgalma ragadós", még akkor is, ha felkapott elektroszexissége mesterkéltnek tűnhet.

### Kereskedelmi sikerek
A "Wow" 2007. december 24-én debütált az Egyesült Királyság kislemezlistáján a 32. helyen, kizárólag a digitális letöltések alapján. Tíz héttel később a dal az 5. helyet érte el. 2008. februárjában a dal a brit Upfront Club Chart első helyezettje volt. Végül ez lett Minogue legkelendőbb kislemeze az Egyesült Királyságban a 2002-es Love at First Sight óta. 2022-ig a "Wow" 268.132 eladást ért meg az Official Charts Company szerint. A dal Franciaországban is nagy sikert aratott, ahol a dal a 15. helyen debütált, majd a 98. helyre süllyedt. A dal ezután ismét slágerlistás helyezés lett a 88. helyen, de összesen huszonkét hétig maradt a francia kislemezlistán a 33., a svájci kislemezlistán pedig az 51. helyezést érte el.
Minogue szülőföldjén, Ausztráliában a dal a 14. helyen debütált, ahol elérte a csúcsot, és nyolc hétig volt helyezett. A svéd kislemezlistán a 34. helyen debütált, mígnem a 32. helyig jutott, ahol elérte a csúcsot, és öt hétig volt helyezett. A román kislemezlistán a dal a 63. helyen debütált februárban, végül júniusban a 42. helyen érte el a csúcsot. Így ez lett az első dal, amely kimaradt a Top 20-ból. Új-Zélandon a dal a 17. helyen debütált 2008. február 24-én. A rádiók általi lejátszást követően 2008. március 9-én a 16. helyre emelkedett.
Észak-Amerikában a dalt megjelentették az amerikai dance rádióállomásoknak, amely mérsékelt sikert aratott, amikor a Billboard Hot Dance Airplay Top 40-es listán debütált, és végül a 19. helyre került. A dal az Euro Digital Tracks és az Euro Digital Songs listákon is a 16. és a 17. helyezést érte el.

## Élő előadások
A dalt az alábbi koncerteken adták elő:
- The Kylie Show
- 2008 BRIT Awards
- The X Factor 4. évad[17]
- BBC Proms in the Park 2012 (zenekari változat)

## Formátumok és számlista
| UK CD1 1. "Wow" – 3:10 2. "Cherry Bomb" – 4:16 UK CD2 és Ausztrál CD 1. "Wow" – 3:13 2. "Do It Again" – 3:21 3. "Carried Away" – 3:14 4. "Wow" (Death Metal Disco Scene Mix) – 6:27 UK 12-inch picture disc 1. "Wow" – 3:13 2. "Wow" (CSS Mix) – 3:14 3. "Wow" (F*** Me I'm Famous Remix by David Guetta & Joachim Garraud) – 6:22 4. "Wow" (MSTRKRFT Remix) – 4:45 Európai maxi-CD 1. "Wow" – 3:16 2. "Wow" (Death Metal Disco Scene Mix) – 6:27 3. "Wow" (CSS Mix) – 3:14 4. "Wow" (Video) | European CD single 1. "Wow" – 3:16 2. "Can't Get You Out of My Head (Greg Kurstin Remix)" – 4:05 Digitális letöltés 1 1. "Wow" – 3:13 2. "2 Hearts" (Mark Brown's Pacha Ibiza Upper Terrace Mix) – 7:02 Digitális letöltés 2 1. "Wow" – 3:13 2. "Do It Again" – 3:21 3. "Carried Away" – 3:14 4. "Cherry Bomb" – 4:16 Digitális letöltés 3 1. "Wow" – 3:16 2. "Wow" (CSS Mix) – 3:14 3. "Wow" (MSTRKRFT Remix) – 4:45 4. "Wow" (F*** Me I'm Famous Remix by David Guetta & Joachim Garraud) – 6:22 5. "Wow" (Death Metal Disco Scene Mix) – 6:27 |

## Slágerlista
| Slágerlista (2007–2008)               | Legjobb helyezések |
| ------------------------------------- | ------------------ |
| Ausztrália (ARIA)                     | 11                 |
| Ausztria (Ö3 Austria Top 40)          | 73                 |
| Belgium (Ultratop 50 Flanders)        | 37                 |
| Belgium (Ultratip Wallonia)           | 2                  |
| Belgium Dance (Ultratop Flanders)     | 8                  |
| CIS (TopHit)                          | 120                |
| Dánia Airplay (Tracklisten)           | 20                 |
| Europe (Eurochart Hot 100 Singles)    | 18                 |
| Finnország (Singlet Top 20)           | 29                 |
| Franciaország (Single Top 100)        | 15                 |
| Németország (Media Control Charts)    | 41                 |
| Global Dance Tracks (Billboard)       | 21                 |
| Magyarország (Rádiós Top 40)          | 19                 |
| Írország (IRMA)                       | 10                 |
| Hollandia (Top 40)                    | 15                 |
| Hollandia (Single Top 100)            | 36                 |
| New Zealand Airplay (RIANZ)           | 16                 |
| Skócia (Scottish Singles Top 40)      | 2                  |
| Szlovákia (Rádio Top 100)             | 19                 |
| Svédország (Sverigetopplistan)        | 32                 |
| Svájc (Schweizer Hitparade)           | 51                 |
| Egyesült Királyság (UK Singles Chart) | 5                  |
| US Dance/Mix Show Airplay (Billboard) | 19                 |

| Slágerlista (2008)                 | Helyezések |
| ---------------------------------- | ---------- |
| Europe (Eurochart Hot 100 Singles) | 100        |
| Hungary (Rádiós Top 40)            | 72         |
| UK Singles (OCC)                   | 64         |

## Minősítések
| Régió                                                       | Minősítés | Eladott példányszám |
| ----------------------------------------------------------- | --------- | ------------------- |
| Egyesült Királyság (BPI)                                    | ezüst     | 200 000^            |
| ^ Kiszállítási példányszámok kizárólag a minősítés alapján. |           |                     |

## Megjelenések
| Ország             | Dátum             | Formátum                     | Label               | Ref.   |
| ------------------ | ----------------- | ---------------------------- | ------------------- | ------ |
| Ausztrália         | 2008. február 16. | CD maxi single               | Parlophone          | [ 44 ] |
| Egyesült Királyság | 2008. február 17. | Digitális letöltés           | Parlophone          |        |
| Egyesült Királyság | 2008. február 17. | Digitális letöltés (EP)      | Parlophone          |        |
| Egyesült Királyság | 2008. február 17. | Digitális letöltés (Remixes) | Parlophone          |        |
| Egyesült Királyság | 2008. február 18. | CD single                    | Parlophone          |        |
| Egyesült Királyság | 2008. február 18. | CD maxi single               | Parlophone          |        |
| Egyesült Királyság | 2008. február 18. | 12" picture disk             | Parlophone          |        |
| Franciaország      | 2 June 2008       | Digitális letöltés           | Parlophone          |        |
| Németország        | 2008. július 4.   | Digitális letöltés           | EMI                 |        |
| Németország        | 2008. július 4.   | CD maxi single               | EMI                 |        |
| Egyesült Államok   | 2009. július 28.  | Digitális letöltés (EP)      | Capitol Astralwerks |        |